# Mattia
Mattia [mat.ˈtiː.a] ist ein italienischer männlicher Vorname.

## Herkunft und Bedeutung
Mattia ist die italienische Form von Matthias: „Gabe des Herrn“, „Geschenk des Herrn“

## Namensträger

### Vorname
- Mattia Antonioli (* 1996), italienischer Shorttracker
- Mattia Battistini (1856–1928), italienischer Opern- und Konzertsänger mit der Stimmlage Bariton
- Mattia Binotto (* 1969), schweizerisch-italienischer Ingenieur und Teamchef der Scuderia Ferrari
- Mattia Bortoloni (1696–1750), italienischer Maler
- Mattia Caldara (* 1994), italienischer Fußballspieler
- Mattia Casadei (* 1999), italienischer Motorradrennfahrer
- Mattia Cassani (* 1983), italienischer Fußballspieler
- Mattia Cattaneo (* 1990), italienischer Radrennfahrer
- Mattia ben Cheresch (Mattja ben Cheresch oder auch Charasch), jüdischer Gelehrter des Altertums
- Mattia Cigalini (* 1989), italienischer Jazzmusiker und Komponist
- Mattia Cola (* 1984), italienischer Biathlet
- Mattia Coletti (* 1984), italienischer Skibergsteiger
- Mattia De Sciglio (* 1992), italienischer Fußballspieler
- Mattia Gaspari (* 1993), italienischer Skeletonpilot
- Mattia Gavazzi (* 1983), italienischer Radrennfahrer
- Mattia Maggio (* 1994), italienisch-deutscher Fußballspieler
- Mattia Moreni (1920–1999), italienischer Maler
- Mattia Vlad Morleo (* 2000), italienischer Komponist und Musiker
- Mattia Pasini (* 1985), italienischer Motorradrennfahrer
- Mattia Pellegrin (* 1989), italienischer Skilangläufer
- Mattia Perin (* 1992), italienischer Fußballspieler
- Mattia Pozzo (* 1989), italienischer Radrennfahrer
- Mattia Preti (1613–1699), italienischer Freskenmaler des Barocks und Ordensritter der Malteser
- Mattia Runggaldier (* 1992), ehemaliger italienischer Nordischer Kombinierer
- Mattia Sbragia (* 1952), italienischer Schauspieler und Synchronsprecher
- Mattia Trianni (* 1993), deutsch-italienischer Fußballspieler
- Mattia Vicario (1849–1906), italienischer römisch-katholischer Geistlicher und Bischof von Novara
- Mattia Vitale (* 1997), italienischer Fußballspieler
- Mattia Zanotti (* 2003), italienischer Fußballspieler
- Mattia Zappa (* 1973), Schweizer Cellist
- Mattia Del Santo ein Pseudonym von Luka Rocco Magnotta

### Familienname
- Isaac Mattia (* 1988), südsudanesischer Fußballspieler
- Martin De Mattia (* 1963), deutscher Künstler, siehe M+M
- Massimo de Mattia (* 1959), italienischer Jazzmusiker und Komponist